# 谷茜子
谷 茜子（たに あかね、5月6日 - ）は、日本の声優、俳優。京都府出身。株式会社アーティストクルー、株式会社大沼プロダクション、ベニバラ兎団 所属。

## 人物
2015年より舞台・声優業を中心に活動。
あだ名はね子。趣味は音楽・ホラー映画鑑賞、ゲーム、一人ミュージカル、洋裁、映像編集、キックボクシング。
特技は京都弁、洋裁、ピアノ、歌唱、高速瞬き、着物着付け、ハイキック。
オカルトや天体、CLAMP作品が好き。犬派。

## 出演

### ゲーム
- 妖怪百姫たん!（2017年、源頼朝、平清盛[1]）
- 神姫覚醒メルティメイデン（スズネ）
- 薔薇に隠されしヴェリテ
- アイ★チュウ Étoile Stage
- 感染×少女（2020年、贄狢うぶゆ、ルティア、葛羅、峰銛[2][3]）
- Hero Ball Z（管制官）
- エゴエフェクト：フラクタス（eスポーツ選手 シンディ）
- パシャ★モン（アカネ）

### 吹き替え

#### 映画
- エンド・オブ・トンネル（2017年、ベティ）
- アメリカン・ハニー（キャットネス）
- ボディーガード (イェジン)

### ナレーション
- 東急スポーツWEB GYM LIVEアプリ（ほまれ、他[4]）
- ジュエリーマルシェ（CMジングル）
- 日本カルミック（TV CM・コーポレーションサイト）
- キレイライン矯正（羊のメリー）
- 仮どめコアラ
- 災害用エアマット エアシー
- かめいどさんぽ（第4回ナレーション）
- 冗談来人（2022年、BSフジ）[5]
- ReC（2023年、フジテレビ） - 天の声

### ボイスドラマ/アニメ
- プロジェクトSister（シエル[6][7]）
- アラサーのオレは別世界線に逆行再生したらしい (水島遥香役)

### 映像作品
- サヨナラするのはつらいけど（聡子[8]）
- 喫茶ライフ - 第二話「地獄の鳥」（ユウコ[9]）
- PLAY JURNEY！ In The Round[10]
- 時つ風を待つ（妻）
- 高嶺のハナさん2（2022年、西谷茜[11]）

### 舞台
2014年
- 『VAMPIST』（2014年1月16〜19日、池袋 Theater Green BIG TREE THEATER）
- 『パライソの海-小さな花の夜露に映る月-』（2014年5月23日：天草市民センター ホール、24日：松島総合センター アロマ）
- 『恋とパズルとシャンプーと。』（2014年7月2〜6日、池袋 シアターKASSAI）武田理央役
- 『ハーティパーティ！メガパニック！！！』（2014年8月2・3日：銀座 博品館劇場）
- 『The Grim Reaper』（2014年10月30日〜11月3日、新宿 全労済ホール スペース・ゼロ）

2015年
- 『行けっ！風間山荘。』（2015年1月13〜18日、下北沢「劇」小劇場）倉林役
- 『SIX DAYS』（2015年4月22〜26日、新宿 シアターサンモール）ドリス役
- 『No music , Noooooo Trouble！“2”〜オーティス舞浜の、Sea調言葉に御乱心〜』（2015年8月4〜9日、新宿シアターブラッツ）ピアノ演奏
- 『ワタシ、シノブカイ。』（2015年10月7〜12日、池袋シアターKASSAI）真美役
- 『絢爛ベルエポック』（2015年12月16〜20日、渋谷CBGKシブゲキ!!）佐伯ノリ子役

2016年
- 『平安シャングリラ！〜いいな極楽、鳴くな鶯、宮中列伝〜』（2016年3月23〜27日、銀座 博品館劇場）和泉左官役
- 『UBUGOE ～Voice of comedy vol.11』（2016年5月3日、東京芸術劇場シアターウェスト）
- 『ビタースィート・テイルズ』（2016年5月25〜29日、八幡山ワーサルシアター）
- 『エリコ・オブ・ザ・デッド』（2016年6月29日〜7月3日、シアター711）
- ミュージックシアター『Express』（2016年7月7日、シアター1010）
- 『No music , Noooooo Trouble！3〜俺の唄、君に届け！着払い〜』（2016年8月2〜7日、池袋シアターKASSAI）
- 『ドールズハウス』（2016年10月7〜12日、下北沢Geki地下Liberty）エイミー役
- 『パライソの海-小さな花の夜露に映る月-』（2016年11月30日〜12月4日、新宿村LIVE）鈴役

2017年
- 『ジュブナイル』（2017年1月21・22日、シアター1010）ミルダ役
- 『長いお別れ』（2017年4月12〜16日、新宿シアターミラクル）
- 『破格ノ七人〜7/stupid〜』（2017年6月7〜11日、小劇場B1）流鶯役
- 『RINGWANDERRING〜another world〜』（2017年8月８〜13日、シアター711）龍子役
- 『NO TRAVEL , NO LIFE』（2017年9月8〜10日、池袋 Theater Green BASE THEATER）アカリ、リタ役

2018年
- 『ハンドシェイカー』（2018年1月24〜28日、渋谷CBGK）バインド役
- ベニバラ兎団×東京ハイビーム SelectionTheater 『素敵な関係』由香役、『リリアン』シロ役
- 『華枕〜願い巡りて〜』（2018年4月11〜15日、ラゾーナ川崎プラザソル）スイカズラ役
- 『ナイゲン』（2018年6月12〜17日、浅草九劇）文化副役
- 『破格ノ七人Ⅱ』（2018年7月19〜22日、中野テアトルBONBON）鈴風役
- 『ひなげしの咲く頃』（2018年10月４〜7日、中板橋新生館スタジオ）ZERO、ケアの人役
- 『HoneyWorks × LIP×LIP Premium Xmas Party』（2018年12月22〜24日、シアター1010）

2019年
- 『幸せの黄色い放課後』（2019年1月23〜27日、萬劇場）逸見役
- 『70億分の1の恋～告白実行委員会～』（2019年3月6〜15日、渋谷CBGK）太田ミク役
- 『W'z』（2019年4月10〜14日、新宿シアターサンモール）荒城ユキネ役
- 『今日、きみがいない』（2019年6月12〜16日、中野ウエストエンドスタジオ）久保美穂役
- 『Stray Sheep Paradise：em』（2019年8月15〜18日、池袋あうるすぽっと）エツコ役
- 『Stray Sheep Paradise セブンス・パスクゥム学院才能祭』（2019年12月25〜27日、三越劇場）エツコ役

2020年
- 『櫻之散音』（2020年2月7〜12日、バルスタジオ）観音崎長子役
- 『PLAY JOURNEY！京都編』（2020年2月22〜23日、WISE OWL HOSTELS in KYOTO）
- 『BAR女の平和』（2020年7月11〜26日、配信公演）芝浦まき役
- 朗読劇『三つ編みの結び目』（2020年10月10〜11日、池袋 Theater Green BASE THEATER）
- ぐりむの法則×一人芝居『うぶ声』（2020年11月10〜15日、Special Colors）画家役
- 『左ききのエレン〜横浜のバスキア篇〜』（2020年11月25〜29日、テアトルフォンテ）斉藤咲千代役

2021年
- 『左ききのエレン〜バンクシーのゲーム篇〜』（2021年1月21〜24日、六行会ホール）斉藤咲千代役
- 『酔狂落語〜二〇二一春の陣〜』（2021年2月13・21日、武蔵野芸術劇場小劇場）演目『ぴいひゃら』『月が綺麗ですね』
- 『クイーン・ヘイト・ザ・バンドワゴン』（2021年5月26〜31日、πTOKYO）マドンナ役
- 『黒い箱の中に白い箱』（2021年7月21〜25日、すみだパークシアター倉）「ウエディングドレス」本条役

2022年
- 『麗和落語』（2022年2月11・12日、内幸町ホール）演目『夢幻泡影』『久遠』
- 関西演劇祭 in Tokyo くによし組『眠る女とその周辺について』（2022年3月9日、新宿シアタートップス）
- 『左ききのエレン〜エレンの帰還篇＜EREN IS BACK＞〜』（2022年6月29〜7月3日、六行会ホール）斉藤咲千代、アラタにナンパされるギャル役
- 『Lilac』（2022年8月3日〜7日、萬劇場）ピオニ役
- 『人狼 ザ・ライブプレイングシアター ルーキー公演　人狼TLPT O （オービット）』(2022年11月26・27日、上野ストアハウス)家庭教師クレア役

2023年
- 『カメレオンラプソディー』(2023年1月11〜15日、シアター711)烏帽子黄子役
- 『長いお別れ』(2023年5月16日〜22日) 恵/美緒役
- 『人狼 ザ・ライブプレイングシアター ルーキー公演　人狼TLPT O （オービット）』(2023年6月7〜12日、池袋シアターKASSAI) 家庭教師クレア役
- 『人狼 ザ・ライブプレイングシアター 人狼TLPT O （オービット）』(2023年12月12〜17日、池袋シアターKASSAI) 家庭教師クレア役

2024年
- WAR→P！ in Fantasy 星守ほしもりの花と未来詠あすよみの鐘（2024年2月8日〜18日）シャンティ―役
- 『人狼 ザ・ライブプレイングシアター 人狼TLPT O （オービット）』(2024年03月26日(火)〜04月03日(水)、池袋シアターKASSAI) 家庭教師クレア役
- 『紅絵巻』2024年5月23日〜26日　新宿村LIVE　弥栄役
- 『MACBETH SC』（2024年9月26日〜10月6日、新宿村LIVE）
- 『人狼 ザ・ライブプレイングシアター ルーキー公演 人狼TLPTO（オービット）V』（2024年8月13日〜20日、上野ストアハウス）

2025年
- 『人狼 ザ・ライブプレイングシアター 人狼TLPT O Ⅵ CRUISE』（2025年5月2日 - 11日〈予定〉、シアター風姿花伝）

### その他
- さいたま宇宙劇場 オリジナル参加型番組 『クイズ☆プラネタリウム』（茶々丸）
- Netflixオリジナルアニメ「ULTRAMAN」モーションアクター（佐山レナ、バルキュア）
- 日産EVコンセプトカー ハイパーパンク モーションター　(YUKI)
- 東京ドームシティアトラクションズ「ReC -真夜中の人狼遊園地-」コラボ　声(司令官)